# 항원형

표면의 1a와 1b에 각각의 2a와 2b가 같이 위치하는 두 종류의 혈청형

항원형(抗原型, 영어: Serotype) 또는 혈청형(血淸型, 영어: Serovar)은 특정한 항원이나 항체에 대하여 독특하게 반응하는 성질을 가리킨다. 미생물의 표면에는 특이한 고유구조를 가지는 ‘항원’이라는 당단백질이 존재하는데, 이러한 항원은 동일한 미생물 종 사이에서도 여러 가지 종류가 존재할 수 있다. 포유류의 혈청 내에는 이들 항원과 특이적으로 결합하는 항체가 존재하기 때문에 특정 항원과 결합하는 특이 항체를 사용하면 이들 미생물의 혈청형을 아종 수준으로 구분할 수 있다. 항원형 집단은 공통항원과 함께 혈청군(血淸群, 영어: serogroup)으로도 불린다.
혈청형을 나누는 것은 종과 아종을 결정하는데 필수적인 역할을 한다. 살모넬라속의 세균은, 2,600개 이상의 혈청형을 포함한다. 콜레라를 일으키는 콜레라균은 세포 항원 기준으로 200가지가 넘는 혈청형을 가지고 있다.
혈청형은 1933년에 미국의 미생물학자인 리베카 랜스필드가 처음 발견하였다.

## 장기 이식에서의 역할

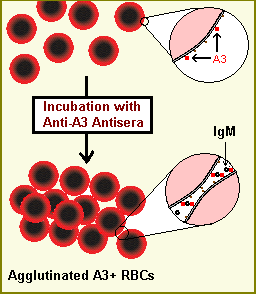
면역 거부 반응

신체의 면역 시스템은 그 세포의 혈청형에 따라서 자신의 세포인지 외부에서 온 세포인지를 구분할 수 있다. 그 혈청형은 사람의 경우 인간 백혈구 항원(HLA)에 의해 결정된다. 자신의 세포가 아닌 것으로 판단된 세포는 일반적으로 면역 시스템에 의해 외부 침입으로 인식되어 혈구 응집과 같은 면역 반응을 일으킨다. 혈청형은 개체마다 다르다. 따라서, 한 개체의 세포가 다른 개체로 들어가게 되면, 같은 종이라도, 그 세포는 자신의 혈청과 일치하지 않기 때문에 침입으로 인식할 수 있다. 이런 이유로, 유전적으로 동일하지 않은 인간 사이의 장기 이식은, 종종 수용자에게 문제가 있는 면역 반응을 유도하여 이식 거부를 유발한다. 그러므로, 혈청형이 같은 개체들만 장기 이식을 해서 이식 거부를 줄일 수 있다.

## 살모넬라의 혈청
카우프만-화이트 분류법은 살모넬라의 많은 혈청형을 명명하는데 기초가 된다. 현재까지 2,600개 이상의 서로 다른 혈청형이 확인되었다. 살모넬라 혈청은 세포 표면의 항원의 조합으로 결정된다. "O" 항원은 다당류 단백질 최말단에 의해 결정되고, "H"항원은 편모(단백질)의 항원에 의해 결정된다. 살모넬라균에는 살모넬라 봉오리와 살모넬라 엔테리카의 두 종류가 있다. 살모넬라균은 6개의 아종으로 세분될 수 있다. 박테리아 혈청형을 확인하는 과정은 박테리아의 변이를 나타내는 표면 항원의 공식을 찾는 것에서 시작한다. 항원 공식을 결정하는 전통적인 방법은 슬라이드 응집 반응이다. 항원과 항체 사이의 응집은 특정 항혈청으로 이루어지며, 항원과 반응하여 덩어리를 생성한다.